# Jordan (schottisch-schwedisches Adelsgeschlecht)
Jordan ist der Name eines schwedischen Adelsgeschlechts schottischer Herkunft.

## Geschichte
Die Familie stammt aus Schottland und wurde am 8. November 1680 in Schweden naturalisiert. Im gleichen Jahr erfolgte die Introduzierung bei der Adelsklasse der Schwedischen Ritterschaft (Nr. 914). Die Familie gilt in Schweden seit 1755 als im Mannesstamm erloschen. In jenem Jahr war zuletzt ein Angehöriger im Rat des Ritterhauses anwesend. Die schwedische Linie beschlossen hat der russische Oberstleutnant Eduard Joachim von Jordan auf Ulilla in Livland († 1782).

## Stammlinie
- Edvard († vor 1660), schwedischer Oberst, auf Solkova und Kousala in Ingermanland, ⚭ Gertrud Kubick (Krumbeck), († nach 1681)
  - Edvard Bernt († 1680), schwedischer Major, 1680 naturalisiert, ⚭ 1659 Anna Magdalena von Liebstorff († 1724)
    - Evert Joakim († 1680), schwedischer Oberstleutnant, ⚭ Maria Elisabet Rigeman (1653–1719)
    - Bernt Johan († 1702), schwedischer Kapitän
    - Gertrud Elisabet († 1736), ⚭ 1697 Maximilian von Torcken (1635–1719), kurländischer Major
    - Anna Magdalena († 1733), ⚭ 1708 Johan von Köhnnigstedt († 1711), schwedischer Major.
    - Nils († 1740), polnischer Oberstleutnant, Hamburger Major, ⚭(I) Maria Charlotta Unruhe; (⚭II) Elisabet Svinhufvud af Qvalstad (1704–1773)
    - Helena Margareta († 1713), ⚭ 1713 Johan von Helmersen († 1708) schwedischer Kapitän
    - Hedvig Maria (1677–1755), ⚭I 1702 Otto Henrik Sabelhierta († 1711), schwedischer Kapitän; ⚭II Bengt Stigman (1680–17[27]), Bürgermeister von Helsingfors; ⚭III 1736 Johan Albrekt von Schleicher († nach 1745), schwedischer Major
    - Carl Gustaf (* 1680), schwedischer Kapitän, ⚭ Charlotta Natthoff
      - Anna Margareta, ⚭ Henrik Johan von Huden.
      - Eduard Joachim († 1782), russischer Oberstleutnant auf Ullila
      - Jakobina(?), ⚭ Jacob von Virgin, Bürgermeister von Pernau

## Wappen
Unter einem goldenen Schildhaupt, im blauen mit goldenen Stechkreuzen besäten Schild, ein doppelschweifiger silberner Löwe mit schwarzem Halsband. Auf dem bewulsteten Helm mit blau-goldenen Decken der Löwe.